# Iwan Szamiakin
Iwan Piatrowicz Szamiakin (biał. Іван Пятровіч Шамякін, ros. Иван Петрович Шамякин, Iwan Pietrowicz Szamiakin; ur. 30 stycznia 1921 w Kormie, zm. 14 października 2004) – białoruski pisarz i polityk, w latach 1971–1985 przewodniczący Rady Najwyższej Białoruskiej SRR, deputowany do Rady Najwyższej ZSRR i Rady Najwyższej Białoruskiej SRR od VI do X kadencji.

## Życiorys

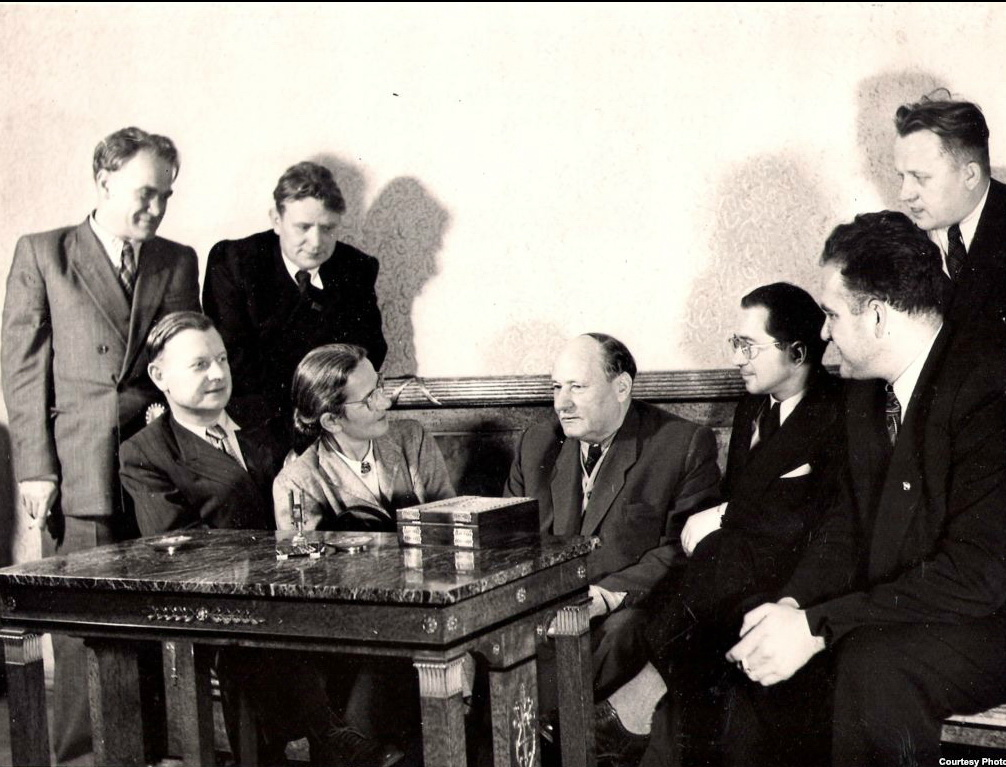
Spotkanie polskiej delegacji z białoruskimi pisarzami w 1955 roku. Iwan Szamiakin pierwszy z prawej.

Urodził się 30 stycznia 1921 roku we wsi Korma, w powiecie homelskim guberni homelskiej Rosyjskiej FSRR, ZSRR (obecnie w rejonie dobruskim Białorusi). W latach 1945–1948 pracował jako nauczyciel. W 1950 roku ukończył Republikańską Szkołę Partyjną przy Komitecie Centralnym Komunistycznej Partii (bolszewików) Białorusi. W latach 1952–1953 był redaktorem naczelnym almanachu „Sowietskaja Otczyzna”. Od 1954 roku pracował jako zastępca przewodniczącego, od 1966 roku – sekretarz, od 1971 roku – I zastępca przewodniczącego, a w latach 1976–1980 – I sekretarz zarządu Związku Pisarzy Białoruskiej SRR. W 1980 roku został członkiem korespondentem Akademii Nauk Białoruskiej SRR. W latach 1980–1992 pełnił funkcję redaktora naczelnego wydawnictwa Biełaruskaja Encykłapiedyja. W 1994 roku otrzymał tytuł akademika.
W latach 1963–1985 był deputowanym do Rady Najwyższej Białoruskiej SRR od VI do X kadencji. W latach 1971–1985 (VIII-X kadencja) pełnił funkcję jej przewodniczącego. Od 1980 do 1989 roku był również deputowanym do Rady Najwyższej ZSRR.

## Twórczość
Debiutował w 1941 roku. Był autorem powieści, opowieści, dramatów, scenariuszy filmowych, artykułów krytyczno-literackich. W swoich utworach podejmował motywy problemów życia społecznego, związków przeszłości z dniem dzisiejszym, relacji między pokoleniami. Większość jego twórczości została przetłumaczona na wiele języków. Niektóre jego prace:
- Zbor tworau. T. 1–5. Mińsk: 1965–1966. (biał.). Brak numerów stron w książce
- Razmowa z czytaczom. Mińsk: 1973. (biał.). Brak numerów stron w książce
- Zbor tworau. T. 1–6. Mińsk: 1977–1979. (biał.). Brak numerów stron w książce
- Izbrannyje proizwiedienija. T. 1–2. Mińsk: 1980. (ros.). Brak numerów stron w książce
- Sobranije soczinienij. T. 1–6. Leningrad: 1985–1987. (ros.). Brak numerów stron w książce
- Karenni i haliny. Mińsk: 1986. (biał.). Brak numerów stron w książce

## Odznaczenia
- Pisarz Ludowy Białorusi (1972);
- Bohater Pracy Socjalistycznej (1981);
- Order Lenina (1981);
- Order Rewolucji Październikowej (1976);
- trzykrotnie Order Czerwonego Sztandaru Pracy (1955, 1967, 1971);
- Order Wojny Ojczyźnianej II klasy (1985);
- Order Przyjaźni Narodów (1991);
- Odznaka Honorowa (1949);
- medale;
- Nagroda Państwowa ZSRR (1951);
- Nagroda Literacka im. Jakuba Kołasa (1959);
- Nagroda Państwowa im. Jakuba Kołasa (1966)[2].